# دوري أروبا لكرة القدم 2016–17
دوري أروبا لكرة القدم 2016–17 هو الموسم 56 من دوري أروبا لكرة القدم. أشرف على تنظيمه اتحاد أروبا لكرة القدم، وكان عدد الأندية المشاركة فيه 10، وفاز فيه SV Deportivo Nacional ‏.